# Condé-sur-Iton
Condé-sur-Iton è un ex comune francese di 892 abitanti situato nel dipartimento dell'Eure nella regione della Normandia. Dal 1º gennaio 2016 è stato accorpato ad altri cinque comuni per formare il nuovo comune di Mesnils-sur-Iton, di cui è divenuto comune delegato.
Il poeta cileno Pablo Neruda ha vissuto per un certo periodo a Condé-sur-Iton prima di ritornare in Cile negli anni settanta.

## Storia

### Simboli
Lo stemma era stato adottato nel 1998.

## Società

### Evoluzione demografica
Abitanti censiti